# Schalksmühle
Schalksmühle – miejscowość i gmina w zachodnich Niemczech, w kraju związkowym Nadrenia Północna-Westfalia, w rejencji Arnsberg, w powiecie Märkischer Kreis.

## Współpraca
miejscowości partnerskie:
- Ruhla, Turyngia
- Wansbeck, Anglia